# Европски шампионат у шаху 1977, мушкарци

## Лична карта турнира
6° европски тимски шаховски шампионат
| Датум:                              | 13. - 24. април 1977. |
| Место:                              | Москва                |
| Место одигравања:                   |                       |
| Држава:                             | Совјетски Савез       |
| Председник организационог комитета: | /                     |
| Главни судија:                      |                       |
| Број тимова у финалу:               | 8                     |
| Број играча:                        | 80                    |
| Број одиграних партија:             | 224                   |

Москва је угостила учеснике 6-тог европског тимског шампионата за мушкарце. Као победници претходног шампионата тим СССР-а се директно пласирао у финале и овога пута је важио за апсолутног фаворита. Остали тимови су морали да прођу кроз квалификације. Енглеска се квалификовала избацивши Холандију иако су свој меч играли нерешено. Одлучујући су били мечеви са Велсом које су Енглези победили убедљивије. Мађари и Румуни су се лако квалификовали у другој квалификационој групи. Чехословачка је поразила Пољску и Шведску и такође се квалификовала, као и Југославија и Бугарска у трећој групи. Југославија је наступала са 9 велемајстора а Мађари са 8. Иако је био изузетно јак састав турнира ипак је недостајало 9 врхунских светских шахиста.
СССР је стартовао импресивно декласиравши Чехословачку (пет победа и три ремија), а Југославија побеђује Мађарску и поред победе Портиша над Љубојевићем. Балканске нације Румунија и Бугарска побеђују своје противнике са Запада. у другом колу Југославију декласира СССР (6 : 2), а Западна Немачка побеђује Чехословачку. Трећег такмичарског дана Бугарска побеђује Чехословачку (4½ : 3½). У четвртом колу СССР побеђује Мађарску (6 : 2) а у петом Југославија губи од Чехословачке и помера се са другог места а на њено место долазе Мађарска и Румунија. Пресудан тренутак је била лака победа Мађарске над Чехословачком (5½ : 2½) што им је и донело сребрну медаљу.
Тим СССР-а је играо изванредно са само две изгубљене партије. Карпов је остварио стопроцентан учинак. Мађари су се ослањали на Портиша и Риблија који су добили награду за најбољу таблу. Југославија и није могла боље од трећег места обзиром да је Глигорић на првој табли имао скор 2½/7. Бивши Чехословак, Лудек Пахман је био најбољи шахиста Западне Немачке.

## Прелиминарне борбе
| №  | Држава    | 1   | 2   | 3    | 4   | Σ    | + | = | - |  |
| -- | --------- | --- | --- | ---- | --- | ---- | - | - | - |  |
| 1. | Енглеска  |     | 8.0 | 13.0 | 12½ | 33½  | 2 | 1 | 0 |  |
| 2. | Холандија | 8.0 |     | 10½  | 12½ | 31.0 | 2 | 1 | 0 |  |
| 3. | Велс      | 3.0 | 5½  |      | 9½  | 18.0 | 1 | 0 | 2 |  |
| 4. | Француска | 3½  | 3½  | 6½   |     | 13½  | 0 | 0 | 3 |  |

| №  | Држава     | 1   | 2   | 3   | 4   | 5   | Σ    | + | = | - |  |
| -- | ---------- | --- | --- | --- | --- | --- | ---- | - | - | - |  |
| 1. | Мађарска   |     | 4½  | 5½  | 5.0 | 6½  | 21½  | 4 | 0 | 0 |  |
| 2. | Румунија   | 3½  |     | 5.0 | 6.0 | 5½  | 20.0 | 3 | 0 | 1 |  |
| 3. | Швајцарска | 2½  | 3.0 |     | 4½  | 6½  | 16½  | 2 | 0 | 2 |  |
| 4. | Данска     | 3.0 | 2.0 | 3½  |     | 5.0 | 13½  | 1 | 0 | 3 |  |
| 5. | Белгија    | 1½  | 2½  | 1½  | 3.0 |     | 8½   | 0 | 0 | 4 |  |

| №  | Држава      | 1   | 2  | 3  | 4   | Σ    | + | = | - |  |
| -- | ----------- | --- | -- | -- | --- | ---- | - | - | - |  |
| 1. | Југославија |     | 5½ | 6½ | 5.0 | 17.0 | 3 | 0 | 0 |  |
| 2. | Бугарска    | 2½  |    | 5½ | 6½  | 14½  | 2 | 0 | 1 |  |
| 3. | Албанија    | 1½  | 2½ |    | 4½  | 8½   | 1 | 0 | 2 |  |
| 4. | Аустрија    | 3.0 | 1½ | 3½ |     | 8.0  | 0 | 0 | 3 |  |

| №  | Држава       | 1  | 1   | 2  | 2   | 3  | 3  | Σ    | + | = | - |  |
| -- | ------------ | -- | --- | -- | --- | -- | -- | ---- | - | - | - |  |
| 1. | Чехословачка |    |     | 5½ | 5.0 | 4½ | 3½ | 18½  | 3 | 0 | 1 |  |
| 2. | Пољска       | 2½ | 3.0 |    |     | 4½ | 5½ | 15½  | 2 | 0 | 2 |  |
| 3. | Шведска      | 3½ | 4½  | 3½ | 2½  |    |    | 14.0 | 0 | 0 | 3 |  |

| №  | Држава  | 1   | 2   | 3    | 4    | Σ    | + | = | - |  |
| -- | ------- | --- | --- | ---- | ---- | ---- | - | - | - |  |
| 1. | Немачка |     | 9½  | 14.0 | 14.0 | 33½  | 3 | 0 | 0 |  |
| 2. | Израел  | 6½  |     | 11.0 | 11.0 | 28½  | 2 | 0 | 1 |  |
| 3. | Шпанија | 2.0 | 5.0 |      | 10.0 | 17.0 | 1 | 0 | 2 |  |
| 4. | Грчка   | 2.0 | 5.0 | 6.0  |      | 13.0 | 0 | 0 | 3 |  |

## Турнирска табела - финалне борбе
| №  | Држава          | 1   | 2   | 3   | 4   | 5   | 6   | 7   | 8   | + | = | - |  | Поени |
| -- | --------------- | --- | --- | --- | --- | --- | --- | --- | --- | - | - | - |  | ----- |
| 1. | Совјетски Савез |     | 6.0 | 6.0 | 5½  | 6.0 | 5½  | 6½  | 6.0 | 7 | 0 | 0 |  | 41½   |
| 2. | Мађарска        | 2   |     | 3½  | 5½  | 4.0 | 4½  | 5½  | 6.0 | 4 | 1 | 2 |  | 31.0  |
| 3. | Југославија     | 2.0 | 4½  |     | 5½  | 4½  | 5.0 | 3½  | 5.0 | 5 | 0 | 2 |  | 30.0  |
| 4. | Румунија        | 2½  | 2½  | 2½  |     | 5½  | 5½  | 5.0 | 5½  | 4 | 0 | 3 |  | 29.0  |
| 5. | Бугарска        | 2.0 | 4.0 | 3½  | 2½  |     | 5½  | 4½  | 3.0 | 2 | 1 | 4 |  | 25.0  |
| 6. | Немачка         | 2½  | 3½  | 3.0 | 2½  | 2½  |     | 6.0 | 5.0 | 2 | 0 | 5 |  | 25.0  |
| 7. | Чехословачка    | 1½  | 2½  | 4½  | 3.0 | 3½  | 2.0 |     | 4½  | 2 | 0 | 5 |  | 21½   |
| 8. | Енглеска        | 2.0 | 2.0 | 3.0 | 2½  | 5.0 | 3.0 | 3½  |     | 1 | 0 | 6 |  | 21.0  |

## Појединачни резултати
1. Совјетски Савез: Анатолиј Карпов 5/5, Тигран Петросјан 3½/6, Лав Полугајевски 3½/4, Михаил Таљ 4½/6, Јуриј Балашов 4/6, Ефим Гелер 4½/7, Олег Романишин 3½/6, Виталиј Чешковски 4½/5, Јосиф Дорфман 4½/5, Евгениј Свешников 4/5
2. Мађарска: Лајош Портиш 4½/7, Золтан Рибли 4½/7, Ђула Сакс 2½/6, Иштван Чом 3½/7, Андраш Адорјан 3½/7, Иван Фараго 3/6, Ласло Вадаш 3½/6, Ласло Баржај 3/6, Петер Лукач 2½/3, Ласло Хазаи ½/1
3. Југославија: Љубомир Љубојевић 2½/7, Светозар Глигорић 3½/7, Александар Матановић 3/6, Драгољуб Велимировић 4½/7, Бруно Парма 3½/6, Борислав Ивков 4/7, Енвер Букић 3½/6, Крунослав Хулак 2½/5, Милорад Кнежевић 2½/4, Срђан Марангунић ½/1
4. Румунија: Флорин Георгију 3½/7, Виктор Чокалтеа 3½/7, Михаи Шуба 4½/7, Михаил-Виорел Гинда ½/1, Теодор Гитеску 4/7, Волођа Вајсман 1½/5, Емил Унгуреану 4/7, Аурел Урзица 1½/5, Мирча Павлов 2½/5, Валентин Стоица 3½/5
5. Бугарска: Иван Радулов 2½/7, Георги Трингов 4/7, Никола Падевски 3/7, Евгениј Ерменков 2/5, Нино Киров 3½/7, Љубен Спасов 4/7, Пејхо Пеев 2/6, Љубен Попов 3½/7, Николај Минев ½/2, Петар Великов 0/1
6. Немачка: Волфганг Унцикер 3/7, Хелмут Пфлегер 2½/7, Клаус Дарга 3/6, Ханс-Јоахим Хехт 2½/7, Лудек Пахман 4/6, Ханс-Гинтер Кестлер 1½/6, Матиас Герузел 1½/4, Дитер Морлок 2½/5, Петер Остермајер 2½/4, Бодо Шмит 2/4,
7. Чехословачка: Јан Смејкал 4/7, Властимил Јанса 3½/7, Јан Плахетка 2½/7, Јозеф Аугустин 2½/7, Јиржи Лехтински 1/4, Јозеф Прибил 3/7, Едуард Прандштетер ½/3, Едуард Медуна 1½/5, Јан Сикора 3/6, Лубомир Некар 0/3
8. Енглеска: Рејмонд Кин 2/6, Вилијам Харстон 2/7, Михел Стин 2½/6, Џон Нан 3½/7, Џонатан Местел 2/6, Ендру Вителеј 1/6, Симон Веб 4/7, Џонатан Спилман 1/3, Роберт Белин 2½/6, Дејвид Гудман ½/2